# Harringay
Harringay ist ein Ortsteil in Nordlondon, Großbritannien. Es gehört zum Stadtbezirk London Borough of Haringey. Sein Zentrum sind die sogenannten Green Lanes, eine Einkaufsstraße, die zwischen dem Finsbury Park und der U-Bahn-Station Turnpike Lane verläuft.

## Charakter

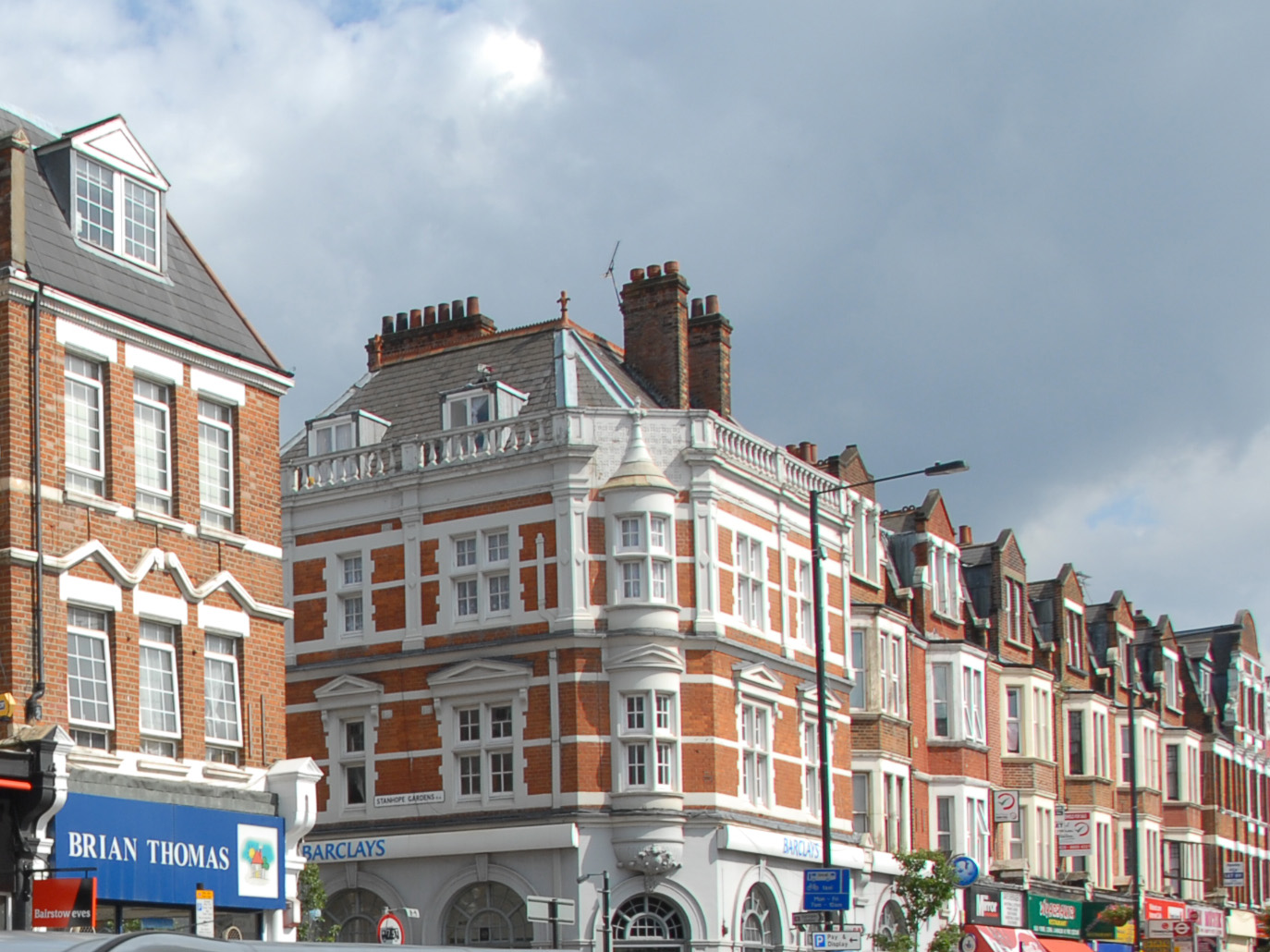
Die Green Lanes in Harringay

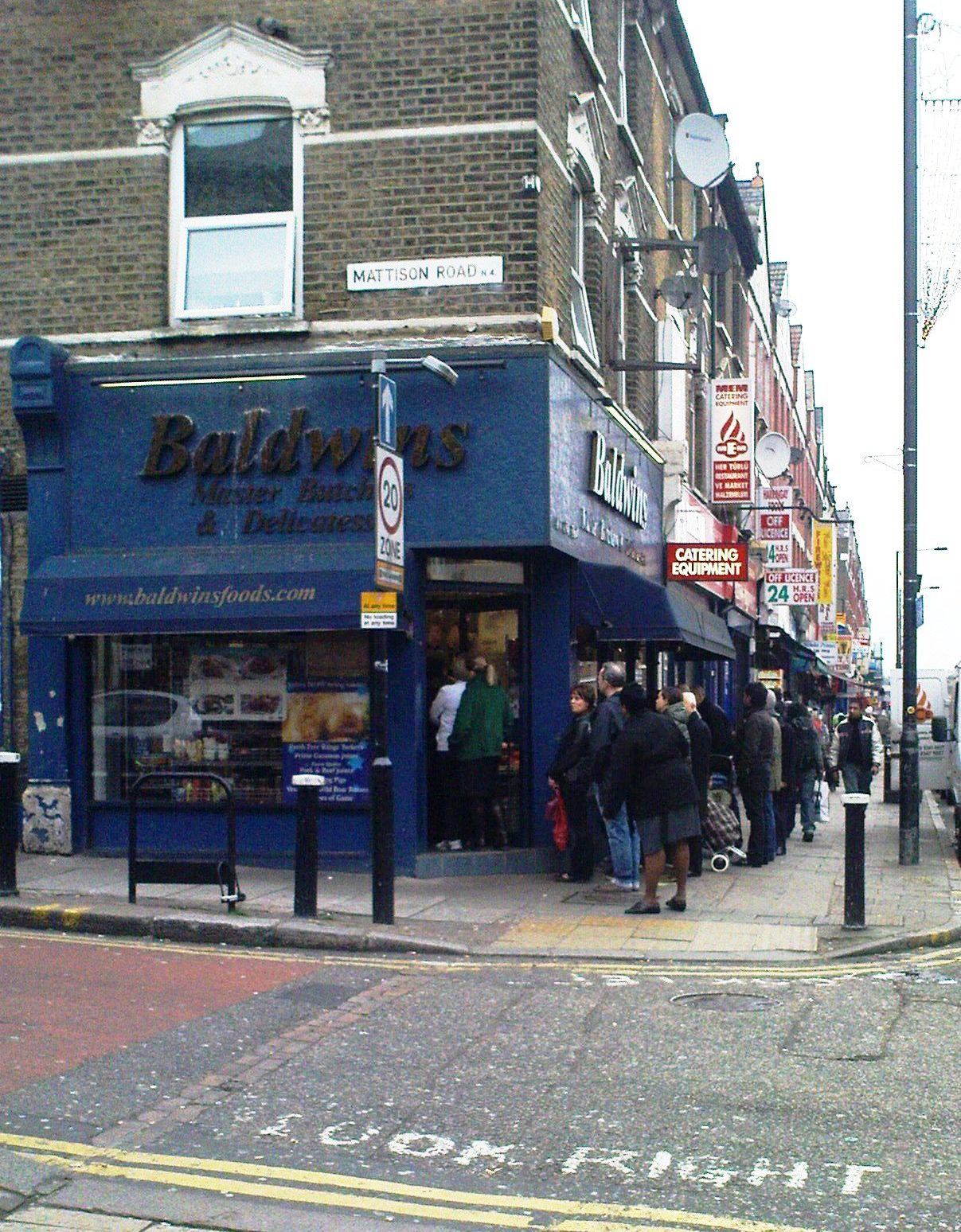
Fleischerladen auf den Green Lanes an einem 24. Dezember

Die Haupteinkaufsstraße Green Lanes hat einen kosmopolitischen Charakter. Einige der Geschäfte, z. B. Disney’s Furniture Store, sind schon seit 1913 hier vertreten. Hauptsächlich geprägt wird das Bild von türkischen, osteuropäischen und griechischen Einzelhändlern und Restaurants.
Es gibt verschiedene Pubs, z. B. das als historisch wertvoll gelistete „Salisbury“.
Hier wurden Teile des Films The Long Good Friday (dt. Rififi am Karfreitag) und eines biographischen Films über Charlie Chaplin gedreht. Im Norden Harringays befindet sich das „Queens Head“, im Süden kann man sein Ale im guterhaltenen viktorianischen „Beaconsfield“ zu sich nehmen.

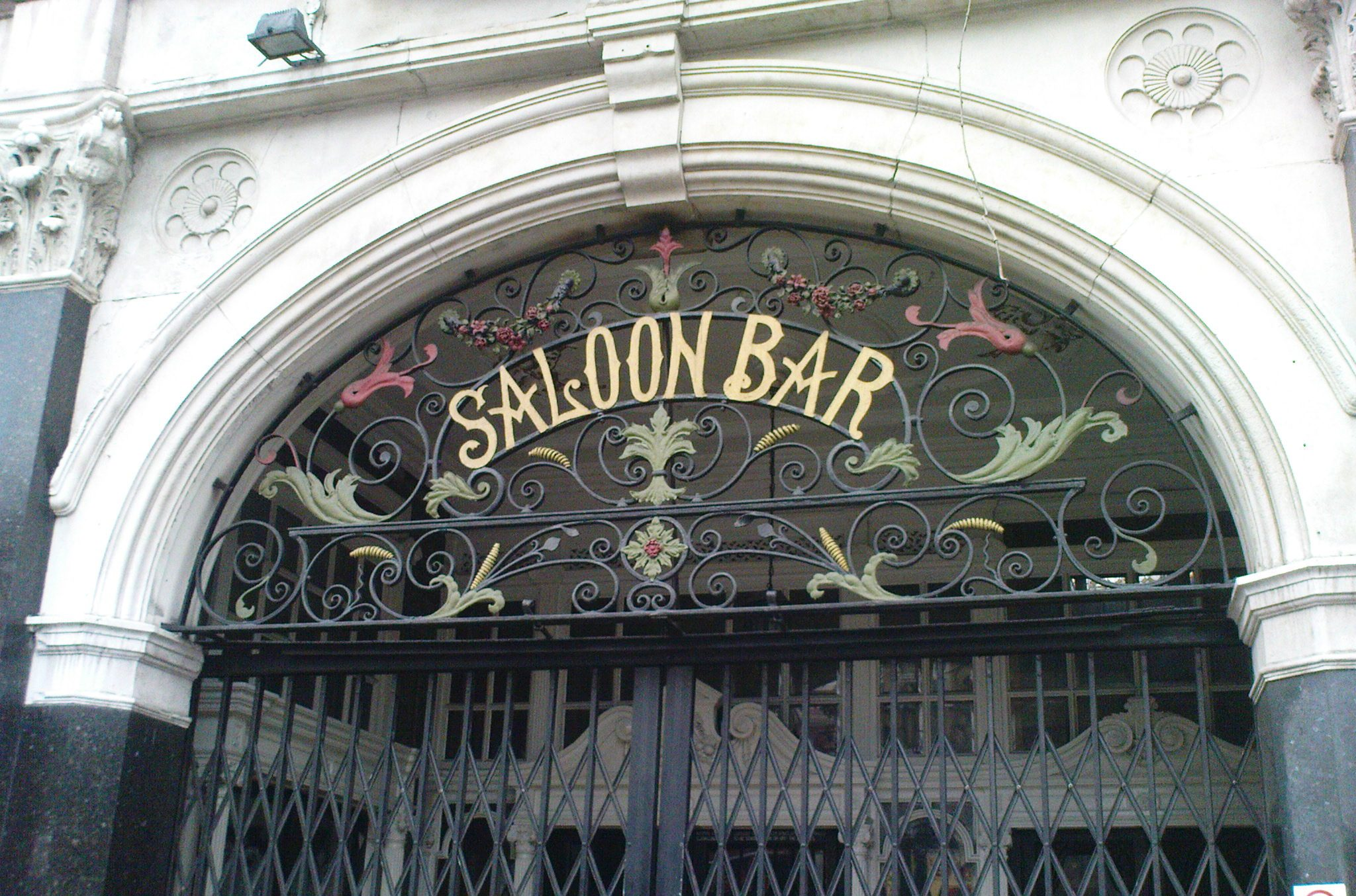
Eingangstür des Pubs „Salisbury“

Ein Einkaufszentrum mit Filialen großer Handelsketten wie z. B. dem Supermarkt Sainsbury’s, dem Einrichtungshaus Homebase und dem Drogeriemarkt Superdrug, aber auch Großbritanniens erstes McDrive befinden sich ebenfalls im Süden.
Ein großer Bereich der östlichen Seite der Green Lanes wird Grand Parade genannt, die westliche Seite hingegen Ladder, weil die Anordnung der Straßen an eine Leiter erinnert. Die Straßen im östlichen Teil hinter der Grand Parade sind als Harringay Gardens bekannt.

## Geschichte

### Überblick
Während der Eiszeit befand sich Harringay am Rand eines großen Gletschermassivs, das bis zum Süden von Muswell Hill reichte. Menschliche Aktivitäten in unmittelbarer Nähe Harringays während der Stein- und Bronzezeit sind nachgewiesen. Während der angelsächsischen Invasion im 5. und 6. Jahrhundert kam Häuptling Haering in die Gegend, sein Name war wahrscheinlich für die Bezeichnung der Gegend prägend (siehe Abschnitt Etymologie).
Bis zum Mittelalter war die Gegend hauptsächlich bewaldet und wurde dann ackerbaulich genutzt. Von 1750 bis 1880 wurde die idyllische Landschaft aufgrund der wachsenden Bevölkerung Londons allmählich verändert, zunächst für Freizeiteinrichtungen, später für Wohngebäude. Um 1900 war Harringay bereits eine respektable Londoner Vorstadt, lediglich der Finsbury Park erinnert noch ein wenig an die Zeit vor der Bebauung. Ursprünglich bestand der Stadtteil aus zwei Bezirken, Hornsey und Tottenham, deren Grenze etwas westlich der Green Lanes verlief (die Grenzsteine sind noch vorhanden). Sie wurden 1965 unter der Verwaltung von Haringey vereinigt.

### Geschichte der Freizeitaktivitäten
Von 1750 bis zur zweiten Hälfte des 20. Jahrhunderts war Harringay ein wichtiger Ausflugsort für viele Londoner. Hornsey Wood House, Finsbury Park, das Harringay Stadium und die Harringay Arena waren damals sehr beliebte Freizeitstätten. Das Stadium und die Arena befanden sich im Süden Harringays, wo heute ein großes Einkaufszentrum angesiedelt ist. Im Harringay Stadium, errichtet 1927, fanden Greyhound-, Motorrad- und Stockcarrennen statt. Aufgrund nachlassenden Interesses an Greyhound-Rennen in den 1960er Jahren und aufgrund von Fehlinvestitionen verlor die Betreibergesellschaft GRA ca. 20 Millionen Pfund. Schon 1967 dachte sie darüber nach, das Gelände an „eine große Supermarktkette“ zu verkaufen, 1985 erhielt die Firma Sainsbury’s das Stadion für 10,5 Millionen Pfund. Zwei Jahre später wurde es endgültig geschlossen und geschleift.
In der Harringay Arena, errichtet 1936, fanden Eishockey- und Boxwettkämpfe, aber auch Konzerte und Ballettaufführungen statt. Knapp 10.000 Sitzplätze standen den Besuchern zur Verfügung. Nach dem Ende des Zweiten Weltkriegs sanken die Einnahmen und die Arena wurde an Cavendish Foods verkauft. Die letzte Veranstaltung war ein Boxwettkampf am 28. Oktober 1958. Im Jahr 1978 wurde die Arena geschleift. Bis in die 1980er Jahre fanden hier Sonntagsmärkte statt, später nutzte die Royal Mail das Gelände. Heute findet man hier ein Fitnesszentrum und diverse Filialen mittelgroßer Handelsketten, z. B. Next, Carphone Warehouse und Homebase.

### Geschichte des Verkehrs
Die Verkehrswege spielten eine wichtige Rolle bei der Entstehung Harringays. Während der Zeit der Römer wurde eine große Straße Richtung Norden errichtet, die viel Aktivität und Leben in die Gegend brachte. Sie diente gleichzeitig als eine Art Grenzlinie für Grundbesitz und später für die Stadtteilgrenzen.
Mitte des 19. Jahrhunderts errichtete die Great Northern Railway eine Eisenbahnlinie, die das westliche Harringay vom restlichen Hornsey trennte. Der anschließende Bau der Tottenham & Hampstead Junction Railway definierte praktisch die heutige südliche Grenze von Harringay.

## Etymologie
Der Name Harringay hat seinen Ursprung vermutlich in der anglo-sächsischen Zeit, abgeleitet von dem Namen eines sächsischen Häuptlings, der Haering hieß. Haering’s Hege bedeutete so viel wie ‚Haerings Gegend‘. Die erste urkundliche Erwähnung von 1195 verwendet die Schreibweise Harenhg’.
Aus diesem Ursprung entwickelten sich die Bezeichnungen für den heutigen Stadtteil Harringay, aber auch für den Stadtbezirk Haringey und für den benachbarten Stadtteil Hornsey. Die Entwicklung dieser Namen verlief komplex und beinhaltete mindestens 162 dokumentierte Varianten.

## Geographie und Geologie
| Landnutzung in Harringay | Landnutzung in Harringay  |
| ------------------------ | ------------------------- |
| Landnutzungstyp          | Prozent des Gesamtgebiets |
| Private Gärten           | 22.54                     |
| Grünflächen              | 20.36                     |
| Straßen                  | 18.06                     |
| Wohnhäuser               | 17.31                     |
| Öffentl. Gebäude         | 5.76                      |
| Schienen                 | 3.32                      |
| Wege                     | 1.06                      |
| Wasser                   | 0.55                      |
| Anderes                  | 6.69                      |

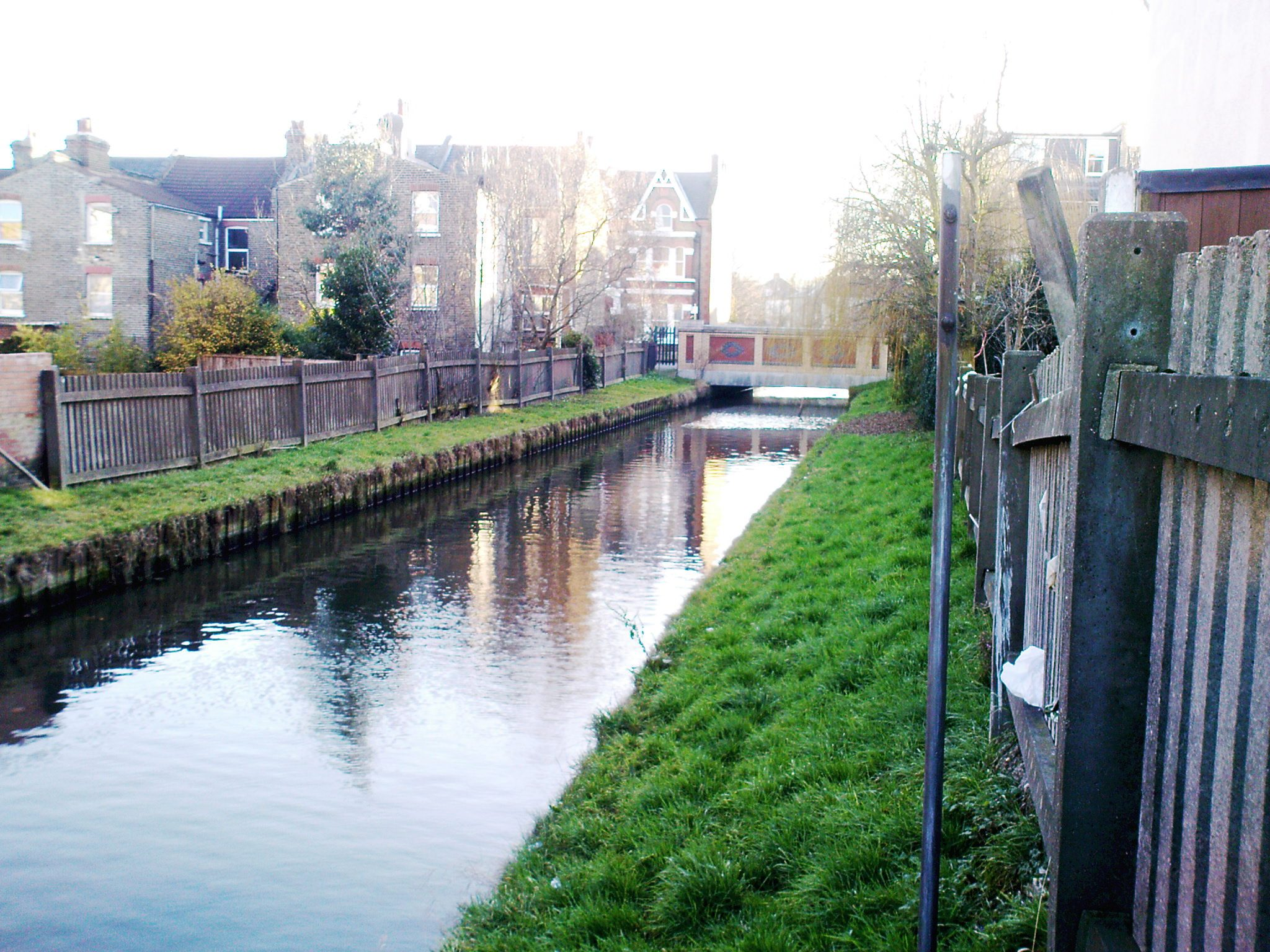
Der New River fließt langsam durch die Ladder

Harringay befindet sich 8½ km nördlich des Zentrums von London (hier).
Der Boden besteht aus Kalk mit einer dicken Schicht Lehm. Der westliche Teil ist hügelig, bis zu einer Höhe von 42 Metern, während der östliche Teil sich immer weiter zum Tal des River Lea hin absenkt. Weiter nach Westen zu, über Harringay hinaus, erhebt sich der Boden immer mehr bis zum höchsten Punkt Londons im Stadtteil Hampstead Heath.
Die Gesamtoberfläche Harringays beträgt etwa 2 km2. Die Landnutzung des Ortsteils wird in der nebenstehenden Tabelle gezeigt.
Neben dem bekannteren Finsbury Park sind noch kleinere Grünanlagen wie die preisgekrönten Eisenbahnfelder (Railway Fields), ein örtliches Naturreservat und der New River Pfad (erreichbar von der Wightman Road und den Green Lanes gegenüber Finsbury Park) Orte zur Erholung für die Bewohner.
Der einzige noch oberirdisch verlaufende „Fluss“ hier ist ein Kanal, der New River, geschaffen 1619, um Wasser von Hertfordshire nach London zu bringen. Allerdings fließen noch zwei natürliche Flüsse unter der Erdoberfläche. In der letzten Zeit gibt es verstärkt Bemühungen, die unterirdischen Flüsse Londons wieder ans Tageslicht zu holen.

## Demographie
Entsprechend der Volkszählung von 2022 lebten 14.568 Menschen in Harringay. 72 % der Einwohner waren demnach in Europa geboren, 12 % in Asien, 9 % in Afrika, 4 % in Nordamerika. 46 % der Bevölkerung bezeichneten sich als Christen und 13 % als Moslems. 10 % der Bewohner waren Studenten.

## Nahegelegene Orte
- Stadtteil Highbury
- Stadtteil Holloway
- Kulturzentrum Alexandra Palace
- Emirates Stadium, Stadion des FC Arsenal

## Verkehr
Nahegelegene U-Bahn-Stationen:
- Manor House
- Turnpike Lane

Nahegelegene Bahnhöfe:
- Harringay
- Harringay Green Lanes

## Film und Fernsehen
Folgende Filme wurden teilweise oder vollständig in Harringay gedreht:
- Rififi am Karfreitag, 1980, Regie: John Mackenzie
- Das vierte Protokoll, 1987, Regie: John Mackenzie
- Chaplin, 1992, Regie: Richard Attenborough
- Face, 1997, Regie: Antonia Bird
- Spider, 2002, Regie: David Cronenberg
- Jhoom Barabar Jhoom, 2006, Regie: Shaad Ali
- The Lives of the Saints, 2006, Regie: Rankin & Chris Cottam
- Broken Lines, 2008, Regie: Sallie Aprahamian

Folgende Fernsehproduktionen sind in Harringay entstanden:
- Die Horse of the Year Show wurde während der ersten zehn Jahre (1947–1957) in der Harringay Arena aufgenommen.[18]
- Zwischen 1972 und 1982 war das Harringay Stadium Heimat des Windhundrennens, das beim Londoner Wochenend-Fernsehen in der Sendung World of Sport ausgestrahlt wurde.[18]
- Murder Prevention (dt. Mordprävention), 2004, wurde in und um Harringay, Stroud Green und Crouch End gedreht.